# Карлајн Ахтеректе
Карлајн Ахтеректе (хол. Carlijn Achtereekte; Летеле, Девентер, 29. јануар 1990) холандска је брзоклизачица и олимпијска победница. 
На Светском првенству 2015. освојила је сребрну медаљу на дистанци од 5000м. На Европском првенству 2018. освојила је сребрну медаљу на 3000 метара, а исте године освојила је и златну медааљу у овој дисциплини на Зимским олимпијским играма у Пјонгчангу.